# Црвени Грм
Црвени Грм је насељено мјесто у Босни и Херцеговини у општини Љубушки које административно припада Федерацији Босне и Херцеговине. Према попису становништва из 1991. у насељу је живјело 1.081 становника.

## Географски положај
Црвени Грм је село у западној Херцеговини. У близини се налази гранични пријелаз са Репубиком Хрватском.

## Становништво
| Националност       | 1991.          | 1981.        | 1971.        |
| Хрвати             | 1.077 (99,62%) | 956 (99,17%) | 986 (99,89%) |
| Муслимани          | 0              | 0            | 0            |
| Срби               | 0              | 0            | 0            |
| Југословени        | 0              | 6 (0,62%)    | 0            |
| остали и непознато | 4 (0,37%)      | 2 (0,20%)    | 1 (0,10%)    |
| Укупно             | 1.081          | 964          | 987          |